# Xã Caledonia, Quận Boone, Illinois
Xã Caledonia (tiếng Anh: Caledonia Township) là một xã thuộc quận Boone, tiểu bang Illinois, Hoa Kỳ. Năm 2010, dân số của xã này là 7.439 người.